# イマジン (アニメ制作会社)
イマジン株式会社（英: IMAGIN Co., Ltd.）は、日本のアニメ制作会社。

## 概要・沿革

### 発祥
旧虫プロダクション作品である『ワンサくん』で動画を経験した後、スタジオ・ライブに所属していたアニメーター・アニメーション演出家の酒井明雄がマッドハウス、東京ムービーなどでキャラクターデザイン・作画監督・演出を手がけた後、1992年6月に練馬区平和台で作画スタジオ「有限会社イマジン」を創業した。

### 沿革
設立当初は、代表の酒井が拠点としていた東京ムービー新社の作画下請けを中心に活動していた。1993年に日米合作作品『スワットカッツ』でグロス請けとして参加し、作画のみ参加から1話丸ごとの制作を行える所まで成長した。
その後は海外合作作品のグロス請けをしつつ、1999年のOVA『同級生2 Special 卒業生』より元請制作を開始した。2001年にマッドハウスと共同で制作した『りぜるまいん』よりテレビシリーズに進出するが、2003年にはスタジオ・ライブと共同で制作した『変身3部作』を最後にテレビシリーズから離れ、しばらくはマッドハウスの下請けを主としていた。2006年、株式会社に改組。
2008年の『狼と香辛料』より、自社単独名義でのテレビシリーズの制作を開始したものの、2012年以降はグロス請けを含め、テレビシリーズの制作からは事実上撤退。アニメーション制作事業は子会社のエイ・ワン・シーが中心になって継続している。
2009年にアプリ開発会社・GKprojectを設立し、開発した各種スマートフォン向けアプリは一定の評価を得ている。

## 主な作品

### テレビアニメ
| 開始年 | 放送期間    | タイトル              | 監督         | 備考                                                |
| ------ | ----------- | --------------------- | ------------ | --------------------------------------------------- |
| 2002年 | 4月 - 6月   | りぜるまいん          | 松村やすひろ | 第1期、共同制作：マッドハウス                       |
| 2002年 | 10月 - 12月 | りぜるまいん          | 松村やすひろ | 第2期、共同制作：マッドハウス                       |
| 2004年 | 1月 - 6月   | 超変身コス∞プレイヤー | 高橋丈夫     | A15シリーズ（変身3部作） 共同制作：スタジオ・ライブ |
| 2004年 | 1月 - 6月   | ヒットをねらえ!       | 高橋丈夫     | A15シリーズ（変身3部作） 共同制作：スタジオ・ライブ |
| 2004年 | 1月 - 6月   | LOVE♥LOVE?            | 高橋丈夫     | A15シリーズ（変身3部作） 共同制作：スタジオ・ライブ |
| 2008年 | 1月 - 3月   | 狼と香辛料            | 高橋丈夫     |                                                     |

### OVA

#### 一般
- 思春期美少女合体ロボ ジーマイン（1999年、共同制作：サンライズ）
- 同級生2 Special 卒業生（1999年）

#### 成人
- 顔のない月（2001年 - 2004年、製作：ピンクパイナップル）

### 作画担当作品
テレビアニメ
- 魔法騎士レイアース（1994年-1995年）
- スージーちゃんとマービー（1999年-2000年）
- シスター・プリンセス RePure（2002年）
- 交響詩篇エウレカセブン（2005年-2006年）
- アイシールド21（2005年-2008年）
- 京四郎と永遠の空（2007年）

劇場アニメ
- アンネの日記（1995年）

### 制作協力
- スワットカッツ（制作元請：ハンナ・バーベラ・プロダクション、各話制作協力、1993年）　※日米合作作品
- 剣風伝奇ベルセルク（制作元請：OLM、各話アニメーション協力、1997年-1998年）
- LEGEND OF BASARA（制作元請：ケイエスエス、各話制作協力、1998年）
- ロードス島戦記-英雄騎士伝-（制作元請：AIC、各話制作協力、1998年）
- カードキャプターさくら（制作元請：マッドハウス、各話制作協力、1998年-2000年）
- MASTERキートン（制作元請：マッドハウス、各話制作協力、1998年-1999年）
- To Heart（制作元請：OLM、各話制作協力、1999年）
- 週刊ストーリーランド（制作元請：シンエイ動画、各話制作協力、2000年）
- AMON デビルマン黙示録（制作元請：スタジオ・ライブ、制作協力、2000年）
- ラブひな（制作元請：XEBEC、各話制作協力、2000年）
- HAND MAID メイ（制作元請：TNK、各話制作協力、2000年）
- 風まかせ月影蘭（制作元請：マッドハウス、各話制作協力、2000年）
- とっとこハム太郎（制作元請：トムス・エンタテイメント、各話制作協力、2000年-2006年）
- 陽だまりの樹（制作元請：マッドハウス、各話制作協力、2000年）
- ゲートキーパーズ（制作元請：GONZO、各話制作協力、2000年）
- はじめの一歩（制作元請：マッドハウス、各話制作協力、2000年-2002年）
- Z.O.E Dolores, i（制作元請：サンライズ、各話制作協力、2001年）
- こみっくパーティー（制作元請：OLM、各話アニメーション協力、2001年）
- オフサイド（制作元請：葦プロダクション、各話制作協力、2001年）
- X -エックス-（制作元請：マッドハウス、各話制作協力、2001年-2002年）
- シスター♥プリンセス（制作元請：ゼクシズ、各話アニメーション協力、2001年）
- あぃまぃみぃ!ストロベリー・エッグ（制作元請：TNK、各話制作協力、2001年）
- ぴたテン（制作元請：マッドハウス、発注元：スタジオマトリックス、各話制作協力、2002年）
- キディ・グレイド（制作元請：GONZO、各話制作協力、2002年-2003年）
- ドラゴンドライブ（制作元請：マッドハウス、発注元：スタジオマトリックス、各話制作協力、2002年-2003年）
- PIANO（制作元請：OLM、各話制作協力、2002年-2003年）
- ギャラクシーエンジェル（第3期）（制作元請：マッドハウス、各話制作協力、2003年）
- 成恵の世界（制作元請：スタジオ・ライブ、制作協力、2003年）
- 円盤皇女ワるきゅーレ 十二月の夜想曲（制作元請：TNK、各話制作協力、2003年）
- 妄想科学シリーズ ワンダバスタイル（制作元請：TNK、各話制作協力、2003年）
- TEXHNOLYZE（制作元請：マッドハウス、各話制作協力、2003年）
- F-ZERO ファルコン伝説（制作元請：葦プロダクション、各話制作協力、2003年-2004年）
- GUNSLINGER GIRL（制作元請：マッドハウス、各話制作協力、2003年-2004年）
- クロノクルセイド（制作元請：GONZO、各話制作協力、2003年）
- 勇午 〜交渉人〜（制作元請：G&Gディレクション、各話制作協力、2004年）
- 愛してるぜベイベ★★（制作元請：トムス・エンタテインメント、各話制作協力、2004年）
- KURAU Phantom Memory（制作元請：ボンズ、各話制作協力、2004年）
- ローゼンメイデン（制作元請：ノーマッド、各話制作協力、2004年）
- 遊☆戯☆王デュエルモンスターズGX（制作元請：ぎゃろっぷ、各話制作協力、2004年-2008年）
- 天上天下（制作元請：マッドハウス、各話制作協力、2004年）
- BECK（制作元請：マッドハウス、各話制作協力、2004年-2005年）
- おくさまは女子高生（制作元請：マッドハウス、制作協力、2005年）
- いちご100%（制作元請：マッドハウス、発注元：スタジオマトリックス、各話制作協力、2005年）
- アイシールド21（制作元請：ぎゃろっぷ、各話制作協力、2005年）
- 舞-乙HiME（制作元請：サンライズ、各話制作協力、2005年-2006年）
- セイント・ビースト〜幾千の昼と夜 編〜（制作元請：マッドハウス、制作協力、2005年-2006年）
- Strawberry Panic（制作元請：マッドハウス、制作協力、2006年）
- 夢使い（制作元請：マッドハウス、各話制作協力、2006年）
- 彩雲国物語（制作元請：マッドハウス、制作協力、2006年-2008年）
- 怪物王女（制作元請：マッドハウス、制作協力、2007年）
- 仮面のメイドガイ（制作元請：マッドハウス、制作協力、2008年）
- カオス;ヘッド -CHAOS;HEAD-（制作元請：マッドハウス、制作協力、2008年）
- NEEDLESS（制作元請：マッドハウス、制作協力、2009年）
- ウルヴァリン（制作元請：マッドハウス、制作協力、2011年）※ノンクレジット